# Scottoecia darcythompsoni
Scottoecia darcythompsoni is een mosselkreeftjessoort uit de familie van de Halocyprididae. De wetenschappelijke naam van de soort is voor het eerst geldig gepubliceerd in 1909 door Scott.